# ROW Rybnik
El Klub Sportowy Rybnickiego Okręgu Węglowego 1964 Rybnik (en español: Club Deportivo del Distrito de Carbón Ribnicki de Rybnik desde 1964), conocido simplemente como ROW Rybnik, es un equipo de fútbol de Polonia que juega en la IV Liga, la quinta liga de fútbol más importante del país.

## Historia
Fue fundado en el año 1964 en la ciudad de Rybnik tras la fusión de los equipos Górnik Rybnik y Górnik Chwałowice, aunque su sección de fútbol se fundó hasta 1964, y es patrocinado por las empresas mineras del Sindicato de la Industria del Carbón de Rybnik (ROW por sus iniciales en polaco). Cuenta también con secciones en otros deportes como baloncesto, voleibol, esquí, esgrima, tenis de mesa y judo.
Lograron el ascenso por primera vez a la Ekstraklasa en la temporada 1972/73 tras ganar el título de la I Liga la temporada anterior, donde inició lo que es hoy el momento más exitoso del club, coincidiendo con el momento de gloria que pasaba Polonia a nivel de selecciones nacionales. 
Han jugado en al menos 7 temporadas en la Ekstraklasa, donde han participado en más de 190 partidos, aunque la mayoría de ellos han sido derrotas; y no juegan en la máxima categoría desde la temporada 1976/77.
También han sido campeones de la desaparecida Copa Intertoto en 2 ocasiones, de un total de 4 apariciones que hizo en el torneo, único torneo internacional en que el club ha participado hasta el momento.

## Palmarés
- I Liga: 1

1971/72
- Copa Intertoto: 2

1973, 1975

## Participación en competiciones europeas
| Temporada | Torneo        | Ronda   | Club              | Casa | Visita | Resultado |
| --------- | ------------- | ------- | ----------------- | ---- | ------ | --------- |
| 1971      | Intertoto Cup | Grupo 5 | Åtvidaberg        | 1-1  | 1-4    | 2° lugar  |
| 1971      | Intertoto Cup | Grupo 5 | Borussia Dortmund | 2-1  | 2-1    | 2° lugar  |
| 1971      | Intertoto Cup | Grupo 5 | Tirol Innsbruck   | 1-3  | 1-0    | 2° lugar  |
| 1973      | Intertoto Cup | Grupo 5 | Örebro            | 3-1  | 1-2    | 1° lugar  |
| 1973      | Intertoto Cup | Grupo 5 | Lugano            | 3-0  | 4-0    | 1° lugar  |
| 1973      | Intertoto Cup | Grupo 5 | VÖEST Linz        | 3-1  | 2-2    | 1° lugar  |
| 1975      | Intertoto Cup | Grupo 6 | AZ                | 2-2  | 0-0    | 1° lugar  |
| 1975      | Intertoto Cup | Grupo 6 | Öster             | 2-1  | 1-0    | 1° lugar  |
| 1975      | Intertoto Cup | Grupo 6 | Grasshopper       | 1-0  | 2-0    | 1° lugar  |
| 1976      | Intertoto Cup | Grupo 9 | Djurgården        | 5-2  | 0-3    | 4° lugar  |
| 1976      | Intertoto Cup | Grupo 9 | St. Gallen        | 2-0  | 1-4    | 4° lugar  |
| 1976      | Intertoto Cup | Grupo 9 | Sturm Graz        | 1-3  | 1-2    | 4° lugar  |